# 文迪施埃沃恩
文迪施埃沃恩是德国下萨克森州的一个市镇。总面积14.87平方公里，总人口1779人，其中男性859人，女性920人（2011年12月31日），人口密度120人/平方公里。